# Талері
Талері (груз. ტალერი) — село в Грузії.
За даними перепису населення 2014 року в селі проживає 476 особи.